# Liste der Auslandsvertretungen Mauretaniens

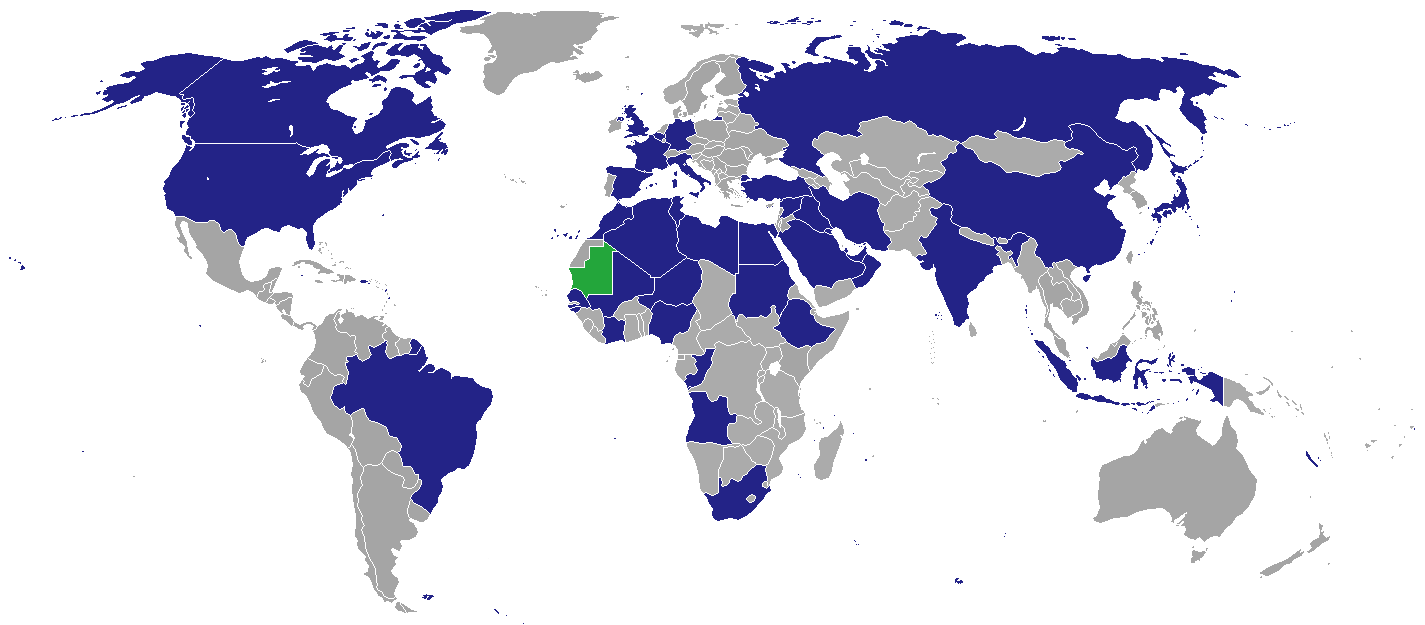
Standorte der diplomatischen Vertretungen Mauretaniens

Dies ist eine Liste der diplomatischen und konsularischen Vertretungen Mauretaniens.

## Diplomatische und konsularische Vertretungen

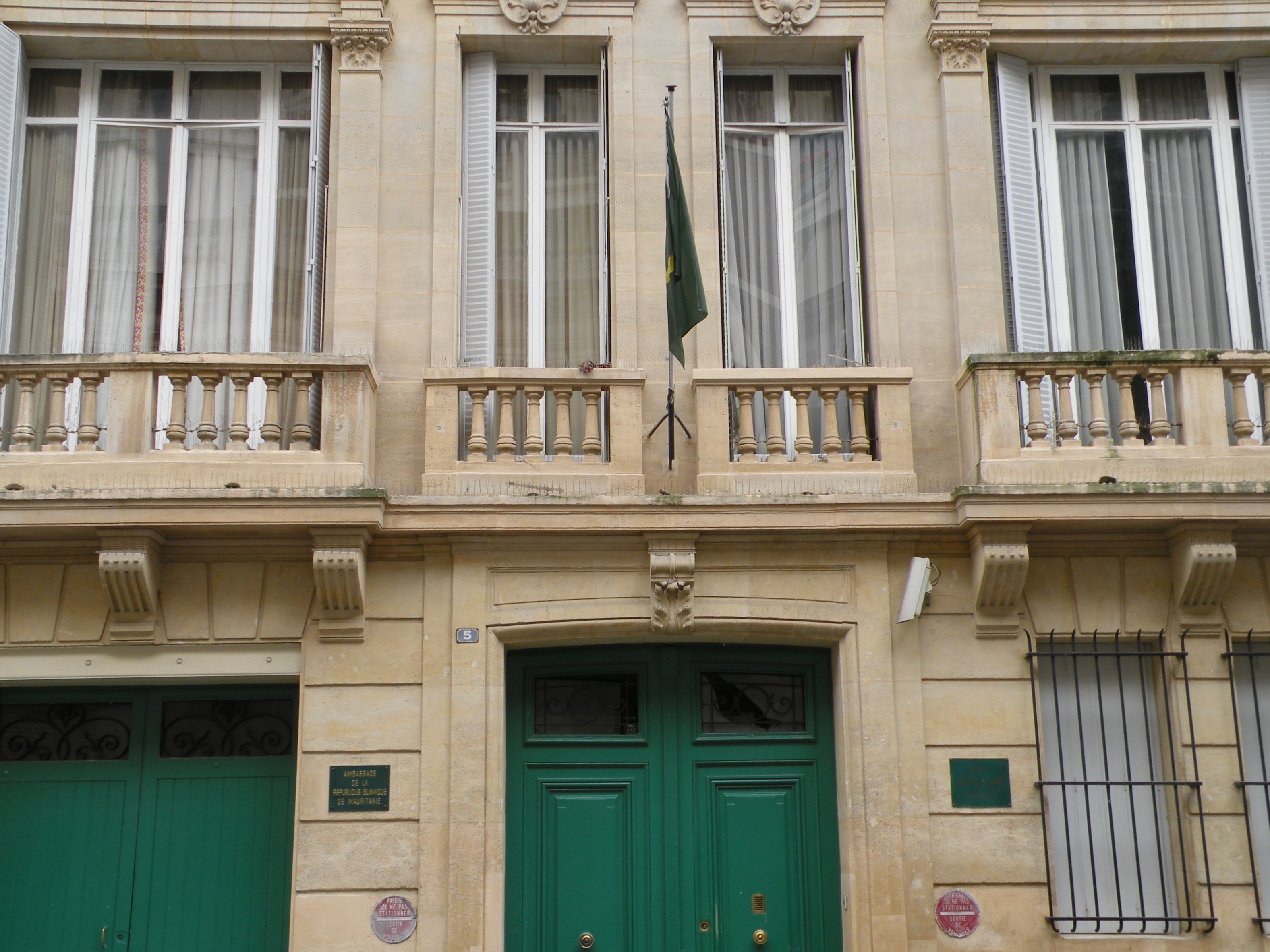
Mauretanische Botschaft in Paris

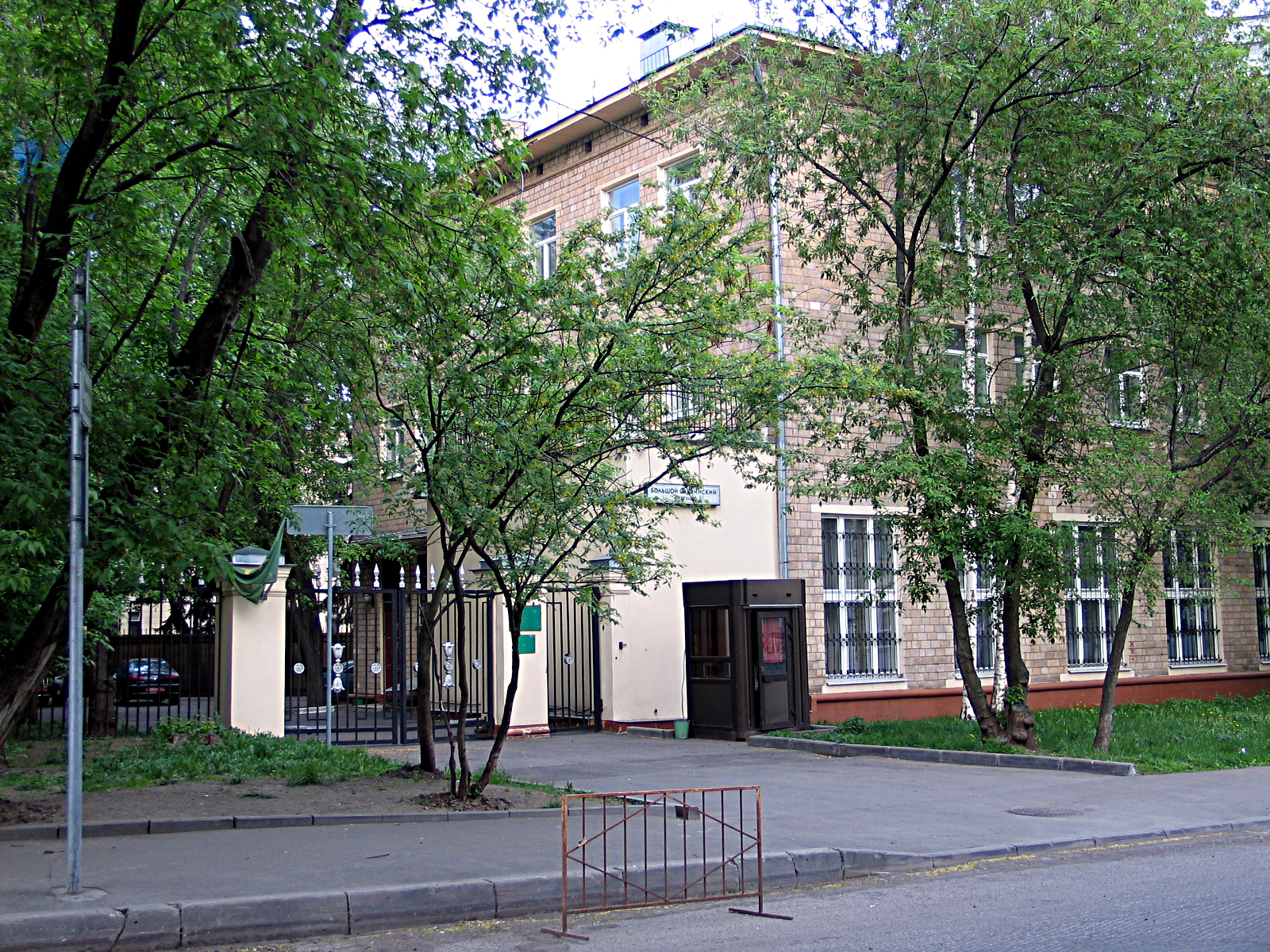
Mauretanische Botschaft in Moskau

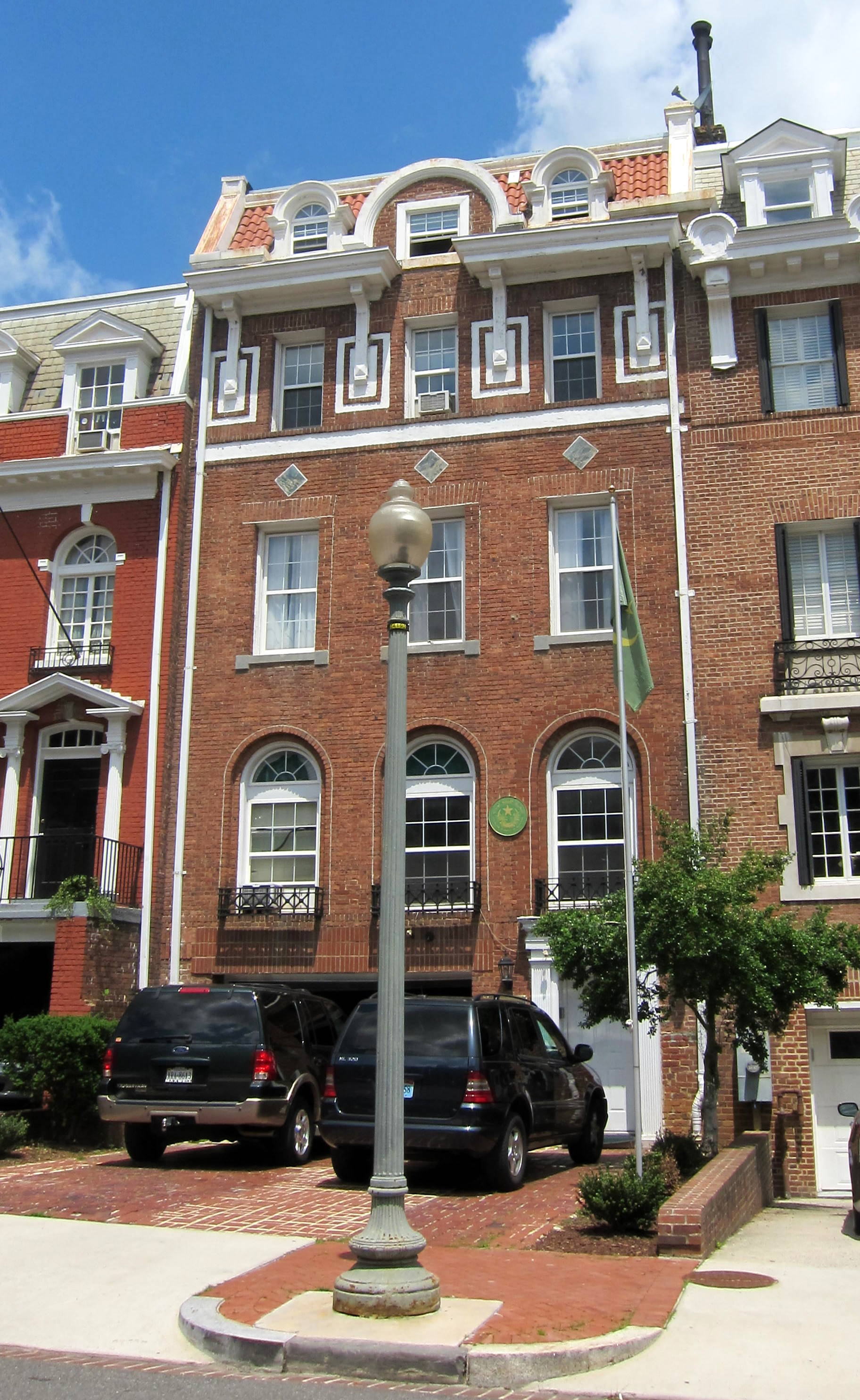
Mauretanische Botschaft in Washington, D.C.

### Afrika
| - Ägypten: Kairo, Botschaft - Algerien: Algier, Botschaft - Äthiopien: Addis Abeba, Botschaft - Elfenbeinküste: Abidjan, Botschaft - Libyen: Tripolis, Botschaft - Mali: Bamako, Botschaft | - Marokko: Rabat, Botschaft - Niger: Niamey, Botschaft - Senegal: Dakar, Botschaft - Südafrika: Pretoria, Botschaft - Tunesien: Tunis, Botschaft |

### Asien
| - Volksrepublik China: Peking, Botschaft - Iran: Teheran, Botschaft - Japan: Tokio, Botschaft - Jemen: Sanaa, Botschaft - Katar: Doha, Botschaft | - Kuwait: Kuwait, Botschaft - Saudi-Arabien: Riad, Botschaft - Syrien: Damaskus, Botschaft - Vereinigte Arabische Emirate: Abu Dhabi, Botschaft |

### Europa
| - Belgien: Brüssel, Botschaft - Deutschland: Berlin, Botschaft - Frankreich: Paris, Botschaft - Italien: Rom, Botschaft | - Russland: Moskau, Botschaft - Spanien: Madrid, Botschaft - Türkei: Ankara, Botschaft - Vereinigtes Königreich: London, Botschaft |

### Nordamerika
- Vereinigte Staaten: Washington, D.C., Botschaft

### Südamerika
- Brasilien: Brasília, Botschaft

## Vertretungen bei internationalen Organisationen
- Europäische Union: Brüssel, Ständige Mission
- Vereinte Nationen: New York, Ständige Vertretung
- Vereinte Nationen: Genf, Ständige Vertretung
- UNESCO: Paris, Ständige Mission
- Arabische Liga: Kairo, Ständige Vertretung